# سیف‌الله خان اردلان
سیف‌الله خان اردلان (۱۲۸۰ – ۱۳۵۶ شمسی) ملقب به مظفرالسلطنه دوم آخرین حاکم اردلان از سلسله حاکمان و امرای خاندان اردلان و سلطانی اردلان در ولایت کردستان و فرماندار سقز در زمان پهلوی بود. او در اثنای جنگ جهانی دوم و اشغال بخش‌هایی از ایران توسط روس‌ها، حاکم منطقه سقز بود که با تهدیدات متعدد داخلی و خارجی مقابله نمود.

## زندگی
سیف‌الله خان اردلان فرزند سیف‌الدین‌خان اردلان از امرای اردلان در دوران محمدعلی شاه قاجار و نوه مجید¬خان اردلان از امرای دوران ناصرالدین شاه قاجار بود. او آخرین حاکم و فرماندار خاندان اردلان بود که در سال ۱۲۸۰ در شهر سقز به دنیا آمد و در سن جوانی و پس از اعدام پدرش در مراغه توسط عثمانی‌ها در اثنای جنگ جهانی اول و به دلیل محبوبیت پدرش با استقبال مردم و معتمدین سقز حاکم و فرماندار این شهر شد.
او از امرای قدرتمند خاندان اردلان بود که منطقه سقز را در بحبوبه جنگهای جهانی و منطقه ای در شرایطی امن اداره کرد و مردم منطقه را به کمک نیروهای دولت مرکزی ایران از تجاوزات دول متخاصم بالاخص روس‌ها و همچنین شورشیان منطقه مانند محمد رشید¬خان محفوظ نگهداشت.

### حکام اردلان کردستان

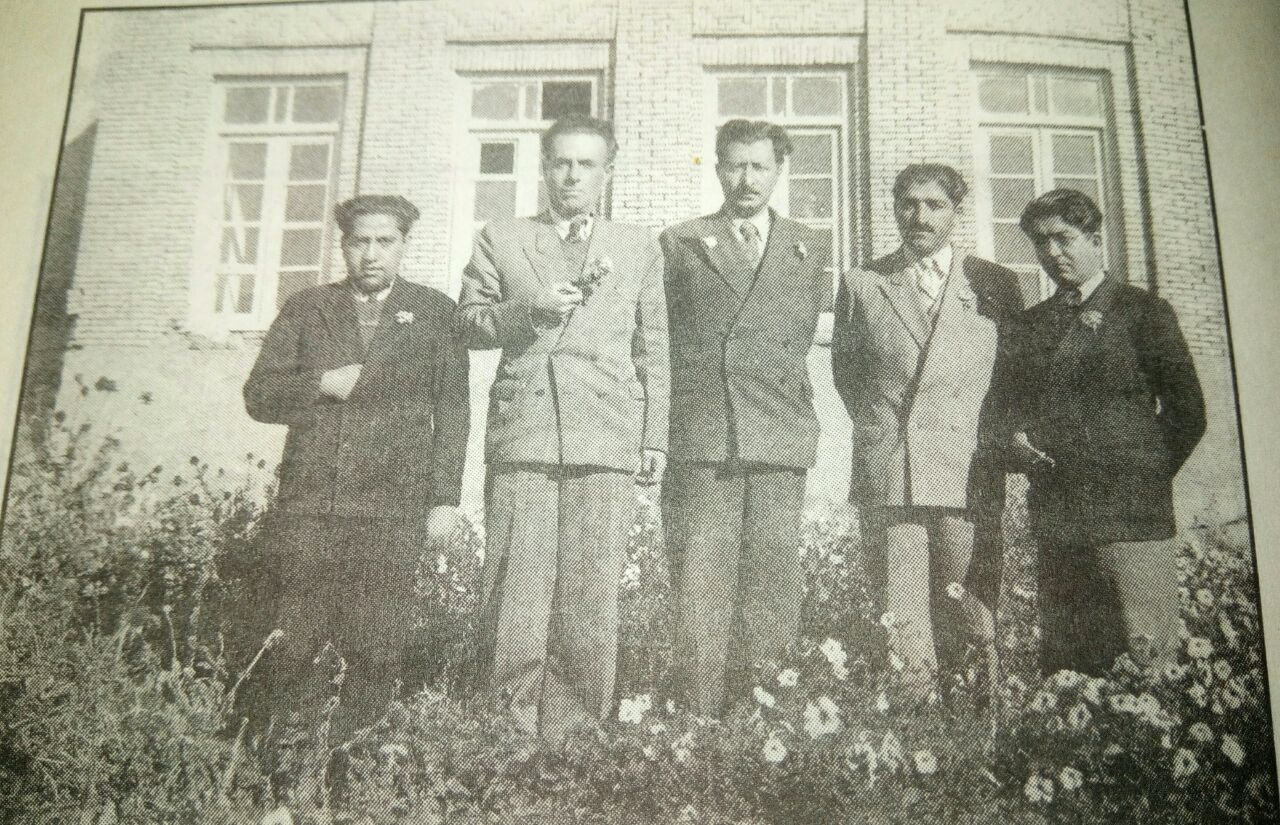
سیف‌الله خان اردلان نفردوم از سمت چپ دهه ۲۰ شمسی

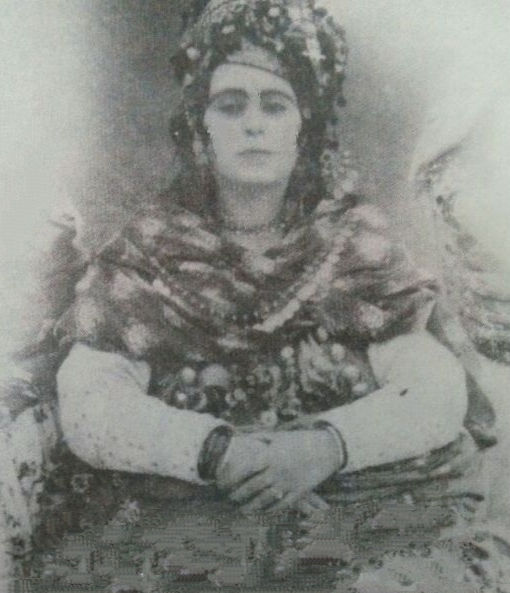
آمنه خانم فاتح همسر سیف‌الله خان حوالی سال ۱۳۱۵ شمسی

خاندان اردلان بخش بزرگی از مناطق کردنشین خاورمیانه را تحت سلطه خود داشته و این مناطق توسط آنها اداره می‌شد. در مورد تبار و شجره این خاندان و شروع دوره فرمانروایی آنها، روایات مختلفی وجود دارد. بر اساس برخی روایات آنها به احمد بن مروان رسیده و بعضی دیگر شخص اول این خاندان را خسرو نام آسیابان دانسته که به دستیاری ابومسلم، در زمان سفّاح بر کردستان مستولی شد یا از نسل اردشیر بابکان دانسته‌اند. آنها را از اعقاب صلاح الدین ایوبی نیز شمرده‌اند. بعضی مورخان پایه‌گذار این خاندان را خسرو از نوادگان شاه منصور آخرین پادشاه مروانی دانسته که از دیاربکر به میان طایفه گوران در شهرزور آمده و در سال ۵۶۴ قمری حکومتی در شهرزور و پلنگان تشکیل داده‌است. مردم او را «بابا اردلان» خطاب می‌کردند که معانی متفاوتی چون پدر روحانی، پیر، زاهد و عابد از آن مستفاد می‌شود و در میان طوایف کرد جایگاه قابل احترامی داشته‌است. بابا اردلان نه تنها رهبری معنوی طوایف خود را برعهده داشت بلکه از نظر سیاسی هم آنان را هدایت می‌نمود و به زهد و تقوی معروف بود.
آغاز فرمانروایی آنها را اواسط قرن ششم هجری می‌دانند که بابا اردلان با احداث قلاع مستحکمی در ناحیه شهرزور حکومت کرد. بعد از بابا اردلان، اولاد وی قدرت بیشتری پیدا کردند و به تدریج به مناطق تحت سیطره خود افزودند. در قرن نهم هجری، دولت عثمانی قسمت‌هایی از قلمرو اردلان‌ها را تصرف کرد. این امر سبب کشمکش‌ها و برخوردهایی بین آنها گردید. سابقه دشمنی اردلان‌ها با عثمانی سبب شد تا با ظهور صفویه، این والیان جانب آنها را بگیرند و مراتب اطاعت و وفاداری خود را به دولت ایران اعلام نماید. اما دیری نپایید که با سیاست سرکوب شاه اسماعیل صفوی همزمان با شروع اختلافات بین ایران و عثمانی و دستگیری امرای قبایل کرد، امرای اردلان به عثمانی‌ها گرایش پیدا نموده و این زمینه‌ساز شکست ایران در جنگ چالدران شد.

### امرای سلطانی اردلان
سلطانی اردلان، خاندان حکمران سقز در دوران صفوی و قاجار، یکی از شاخه‌های همان خاندان اردلان است. البته خانواده حکام سقز به شاخه‌های مختلفی تقسیم می‌شوند که هر کدام دارای پیشوندهایی در اسم فامیل اردلان هستندکه شامل خانواده‌های سلطانی اردلان، علایی اردلان سلیمی اردلان، امیری اردلان و اردلان سقزی می‌باشند ولی نسب همه آنها مشترک می‌باشد.
از این خاندان ابتدا محمدسلطان اردلان به حکومت سقز رسید که نام این خانواده برگرفته از نام اوست. پس از او پسرش محمدعلی¬خان حاکم سقز شد و سپس مجیدخان، پسر محمدعلی¬خان. در جنگ جهانی اول سیف الدین خان اردلان (مظفرالسلطنه اول) پسر مجیدخان حاکم سقز بود که به دست عثمانی‌ها کشته شد. پسر او سیف‌الله خان اردلان (مظفرالسلطنه دوم) از سال ۱۳۳۵ قمری به بعد حکومت این شهر را در دست داشت. اسدالله خان اسعدالملک و پسر او عبدالحسین خان از اعضای دیگر این خانواده بودند که در اواخر دوره قاجار، اولی در ترشیز و دیگری در خواف حکومت کردند.

## شورش و تهاجم

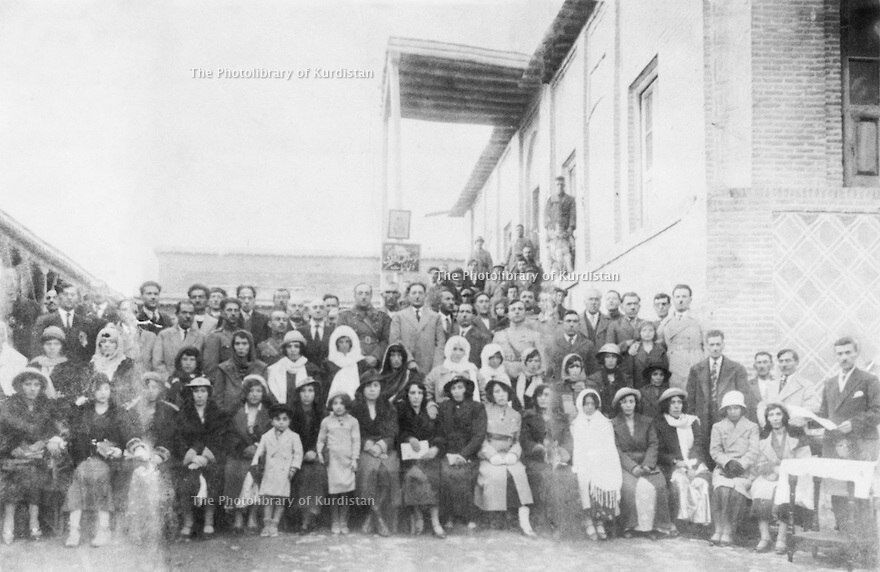
مراسم کشف حجاب با حضور سیف‌الله خان سال ۱۳۱۴ شمسی

پس از عزل رضا شاه پهلوی پسرش محمدرضا پهلوی به جای او زمام امور را در دست گرفت که این امر مصادف بود با جنگ جهانی دوم و قیام مجدد عشایر در مناطق مختلف کشور. منطقه سقز در معرض یورش محمد رشیدخان از شورشیان اهل عراق که به ایران آمده بود، قرار گرفت. محمد رشیدخان در زمان رضا شاه نیز چند بار سر به طغیان و شورش برداشت و چون از موقعیت مرزی مناسبی برخوردار بود کمتر بدام می‌افتاد بدین علت که محل آقامت او در آخرین نقطه مرزی ایران و عراق بود و هر آن می‌توانست به یکی از قلمرو این دو کشور برود. در سال ۱۳۰۳ شمسی بهنگام زعامت رضا شاه نیروهای دولتی در بانه از محمد رشید خان شکست خوردند ولی در تماس با امیر لشکر عبدالله طهماسبی اظهار نزدیکی و آشتی نمود تا اینکه در سال ۱۳۰۸ عده ای از مردم علیه او به رضا خان شکایت کردند و از سوی رضا شاه سرهنگ محمود امین به فرماندهی تعدادی نظامی مأمور دفع او شد که این افسر موفق شد وی را از خاک ایران بیرون کند و بعد از آن دولت ایران از طریق دیپلماتیک تقاضای استرداد او را از عراق نمود لاکن محمد رشیدخان برای گریز از تسلیم کردن تقاضای ترک تابعیت ایران را کرده و به تابعیت کشور عراق درآمده بود.
در سال ۱۳۲۰ شمسی محمد رشید خان به ملک شخصی خود در آبادی داروخان عراق بازگشته بود و چون خبر تسلیم و تخلیه پادگانهای سقز و بانه را شنید با یاری تعدادی از بیگزادگان بانه ای این شهر را مورد حمله قرار داد و موقعیت خود را در بانه محکم نمود. سپس پیغامی برای علی آقا جوانمردی رئیس ایل گورک فرستاد و از وی خواست شهر سقز را تسخیر نماید که قیام این عشایر با هیچ دفاعی روبرو نشد و شهر سقز بتصرف محمد رشید خان درآمد.
قوای دولتی در دیواندره مورد استقبال مرحوم علی خان حبیبی رئیس عشایر تیلکوه قرار گرفت و ارتش ایران توانست با یاری و مساعدت روسا و خان‌ها تیلکوه شهر سقز را به آسانی از قوای محمد رشید خان پس بگیرد و قوای بانه ای به روستای میرده عقب‌نشینی کردند. اما آنها دوباره تجدید قوا کرده و دوباره سقز را تصرف نمودند.

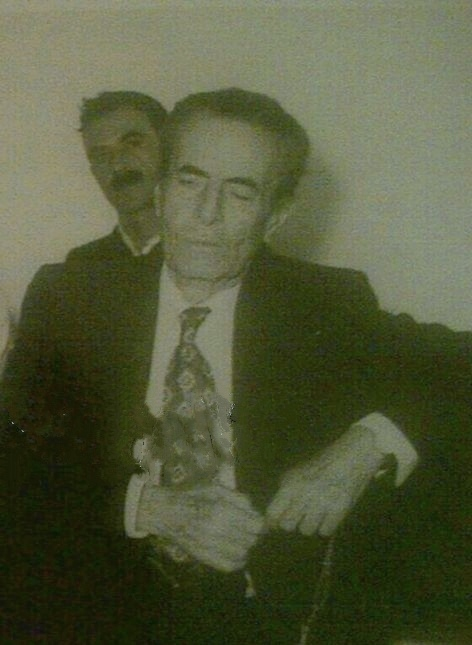
سیف الله خان در اواخر دهه ۴۰

در اوآخر دیماه سال ۱۳۲۰ سیف‌الله خان اردلان مظفرالسلطنه دوم با عشایر تیلکوه تماس گرفته و با یاری آنان و عشایر فیض الله بیگی به همراه سرگرد جلال زاگرس که از افسران سقزی بود شهر سقز را از تصرف محمد رشیدخان خارج کرد و او را ناچار به عقب‌نشینی به شهر بانه کردند. اما محمد رشیدخان از این شکست عصبانی بود باز هم به جمع‌آوری نیرو و تجهیز قوا پرداخته و در ۲۰ بهمن ۱۳۲۰ مجدداً به شهر سقز حمله کرد. با استفاده از تاریکی شب آخرین سنگر نیروهای دولتی و افسران ارتش را که در منزل حاج محمد رشید شریفی واقع در محله میان قلعه بود تسخیر کرده و عده زیادی از آنان را به اسارت خود درآوردند سپس سیف‌الله خان اردلان دستگیر و محمد امین خان با علی خان حبیبی رئیس ایل تیلکوه دست به یقه شده و او را بجرم اینکه قبلاً سوگند وفاداری به محمد رشیدخان را یاد نموده و بعد به قوای دولتی پیوسته با وارد کردن ضربات خنجر بقتل رسانید سپس اردوی محمد رشیدخان به غارت و تاراج اموال و اثاث مردم شهر پرداختند.

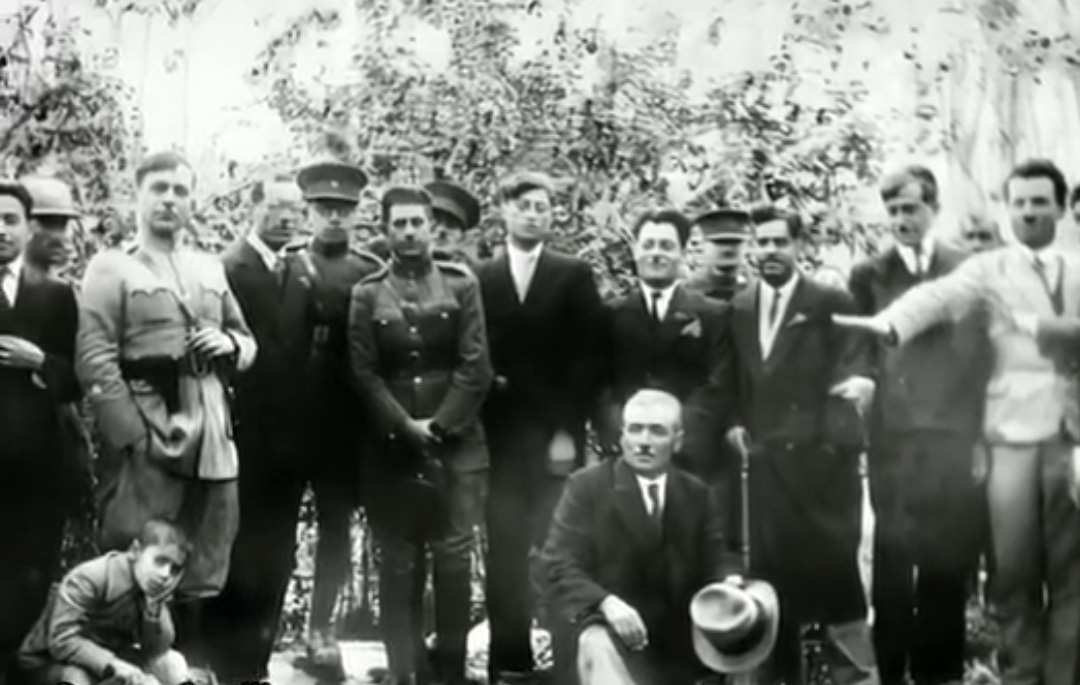
حضور سیف‌الله خان اردلان در روستای سلیمانکندی سقز برای شرکت در مراسم عروسی (نفر دوم از سمت راست)

در بهار سال ۱۳۲۱ قوای ارتش ایران بفرماندهی سرهنگ ارفع برای سرکوبی عشایر ازسنندج عازم سقز شد و ستاد خود را در روستای صاحب دایر کرد و در کوه بلند حاجی تاوه توپ و خمپاره و مهمات زیادی برای دفاع و حمله مستقر کرد که قوای جسور عشایر سرمست از پیروزی خود به‌آبادی صاحب حمله کردند اما در نزدیکی آنجا و در آبادی کمنتو شکست خورده و ناچار بسوی بانه عقب‌نشینی کردند اما با رسیدن به بانه باز هم نفسی تازه کرده و با عزم راسخ به ستاد فرماندهی ارتش در صاحب حمله‌ور شد. در این حمله از سوی سرهنگ ارفع هیئتی مرکب از علی آقا امیر اسعد و محمد آقای عباسی و چند نفر دیگر را مأمور مذاکره کرد تا محمد رشیدخان دست از تعدی و تجاوز بردارد اما محمد رشیدخان این مذاکره را ضعف اردوی دولتی قلمداد کرد و با رد هر گونه مذاکره دستور داد نیروهای وی به کوه حاجیه تاوه یورش برده و توپ و خمپاره و مهمات آنجا را تصرف نمایند. این کوه در کنار آبادی کاکه سیاب واقع و بر آبادی صاحب و جاده آدنیان مشرف است و فتح آن از سوی عشایر موجب حیرت فراوان است. در این یورش مهاجمان توانستند این قله را فتح کرده و توپ سنگین ارتش را از بالای کوه به عمق دره پرتاب کنند. فرمانده ارتش یعنی سرهنگ ارفع که می‌دید نیروی عمده عشایر در جبهه حاجیه تاوه مشغول نبرد هستند از سوی دیگر به باقیمانده حمله‌ور شد و با وجود فتح حاجیه تاوه قوای محمد رشیدخان این بار هم شکست خورده و عقب‌نشینی کردند.
در این جنگهای خونین و خانمان برانداز قریه خانقاه در نزدیکی صاحب جایگاه امنی بود برای مجروحان و اسرا و نجات یافتگان زیرا مرحوم شیخ جلال الدین نقشبندی با استفاده از قدرت روحانی خود قادر بود سربازان و افسران و افراد ارتشی را از هر گونه آسیب حفظ و بهرگونه بود توانست جان صدها تن را نجات داده و از مهلکه برهاند. در طول جنگ سقز جمعی از روستاهای عشایر هوادار محمد رشیدخان در این خانقاه با تیمسار ارفع ملآقات کرده و زمینه صلحی را بین ارتش ایران و محمد رشیدخان برقرار کردند که به عقد قرارداد گلولان بین محمد رشیدخان و حاجی بایزید آقای ایلخانی زاده از سوی دولت انجامید. بموجب قرارداد گلولان ناحیه میرده تا بانه تحت تصرف محمد رشیدخان باقیمانده و بقیه نواحی به نیروی دولتی واگذار شد به این ترتیب قوای ارتش وارد سقز شد و محمد رشیدخان در بانه رسماً حکومت را در دست گرفت.
پس از استقرار ارتش، سیف‌الله خان اردلان بفرمانداری سقز منصوب شد و ارتش نیز با تجهیز خود و گسترش پادگان نظامی و اعزام افسران زبده و کاردان توانست کنترل منطقه را در دست.
در سال ۱۳۲۴ شمسی و پس از سقوط جمهوری مهاباد، محمد رشیدخان که درجه ژنرالی این جمهوری را داشت و آینده را پیش‌بینی کرده بود به عراق گریخت.

## جنگ جهانی دوم
پس از آغاز جنگ جهانی دوم در ۹ شهریور ۱۳۱۸ (۱ سپتامبر ۱۹۳۹)، ایران بی‌طرفی خود را اعلام کرد اما پس از آغاز تهاجم آلمان به شوروی به دلیل گستردگی مرز ایران با اتحاد جماهیر شوروی، این بی‌طرفی ناپایدار بود. نیروهای متفقین به بهانهٔ حضور کارشناسان آلمانی در ایران این کشور را اشغال کردند.
سیف‌الله خان در جریان جنگ دوم جهانی از سوی متفقین به دلیل تبعیت او از سیاست بی‌طرفی دولت مرکزی ایران، دستگیر و مدت دو سال به‌همراه دیگر رجال ایران در اردوگاه تبعیدیان اراک تحت نظر نیروهای متفقین بود.

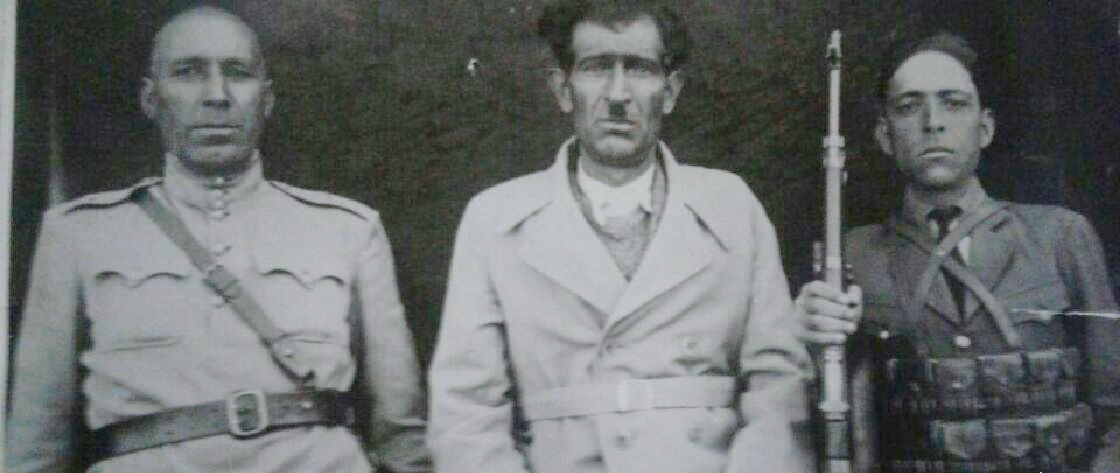
نفر وسط سیف الله خان در هنگام تبعید توسط متفقین
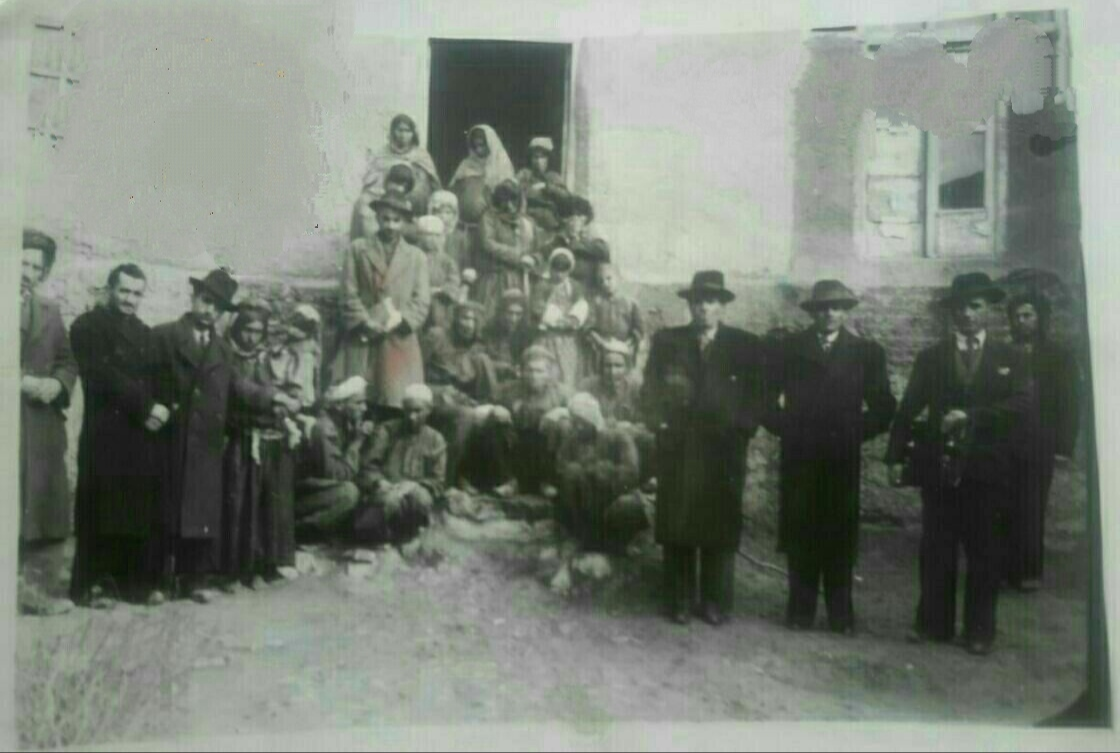
افتتاح نوانخانه برای ایتام و فقرا نفر دوم از سمت راست
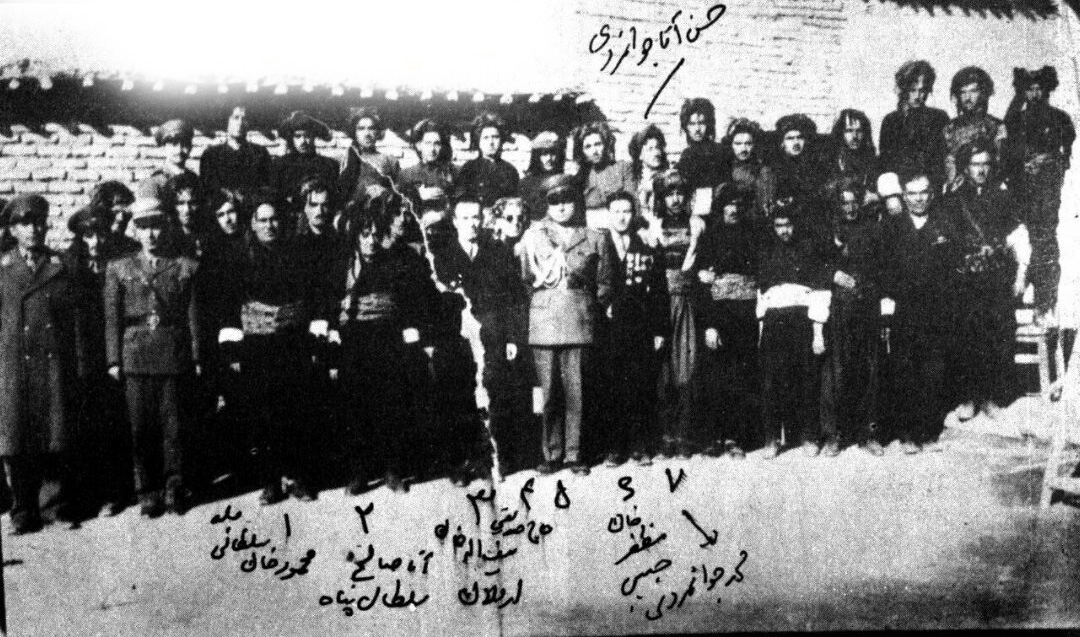
بازدید از منطقه تیلکوه سقز
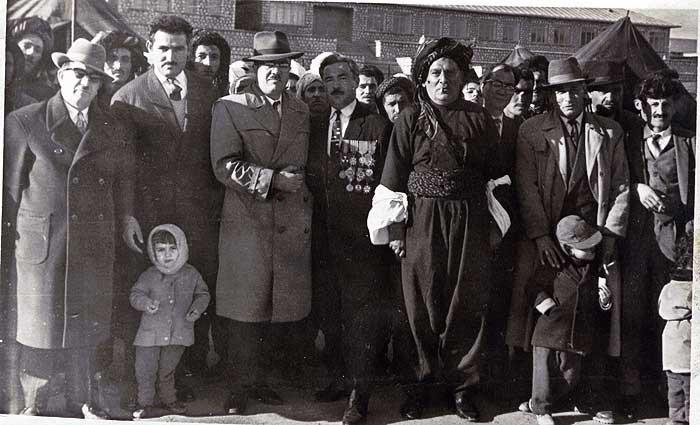
نفر دوم از سمت راست به همراه علی خان حبیبی تیلکوه نفر سوم
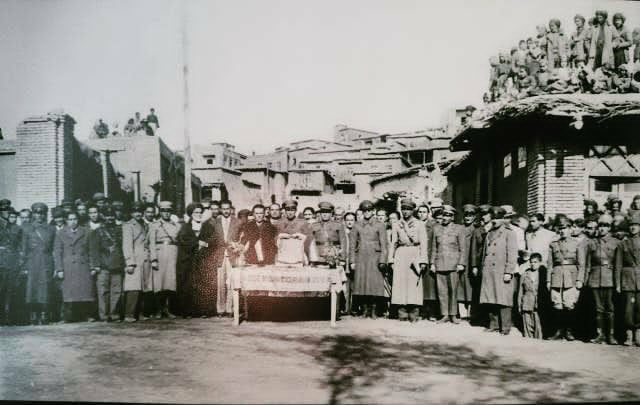
مراسمی در سطح شهز سقز با حضور سیف‌الله خان سال ۱۳۱۵ شمسی

## انتخابات نخست‌وزیری مصدق
در سال ۱۳۳۲ زمانی که سیف‌الله خان اردلان آخرین حاکم از خانواده حکومتی اردلان‌ها در کردستان فرماندار سقز بود رفراندوم مشهور زمان محمد مصدق پیش آمد که بدستور سیف‌الله خان عموم مردم سقز بنفع مصدق و علیه شاه رای دادند و مشهور بود در تمام شهر سقز فقط یکنفر کارگشای دادگاه به نام محمد قاسم انوری توتونچی بنفع شاه رای داد که او هم هوای وکالت مجلس را داشت. به این سبب پس از کودتای ۲۵ مرداد و ۲۸ مرداد ۱۳۳۲ شمسی و سقوط کابینه مصدق سیف‌الله خان اردلان از حکومت سقز عزل و بانفصال دائم محکوم و تا آخر عمر خانه نشین شد.

## سفربه اسرائیل
سیف‌الله خان آخر عمر جهت معالجه بیماری خود سفری داشت به اسرائیل که از جانب یهودیان سقزی مقیم اسرائیل از وی استقبال شایانی شد و سپس به زیارت بیت الله و سفر حج شتافت و سرانجام در سال ۱۳۵۶ شمسی در شهرستان سقز درگذشت و در آرمگاه خانوادگی در گنبد سلطانیه سقز بخاک سپرده شد.

## جستارهای ویژه
- اشغال ایران در جنگ جهانی دوم
- سلطانی اردلان
- حکام اردلان
- ایران در جنگ جهانی دوم
- سیف‌الدین‌خان اردلان